# Mecklenburg (Schiff, 1903–1921)
Die Mecklenburg war das letzte Schiff der Wittelsbach-Klasse, einer Klasse von fünf Linienschiffen der Kaiserlichen Marine.

## Bau
Als vorletztes Schiff seiner Klasse wurde am 15. Mai 1900 der Neubau „F“ auf der Stettiner Werft AG Vulcan auf Stapel gelegt. Während des am 9. November 1901 stattfindenden Stapellaufs nahm der Großherzog von Mecklenburg-Schwerin, Friedrich Franz IV., die Taufe des Schiffs zu Ehren der dort regierenden Fürstenhäuser auf den Namen Mecklenburg vor. Im Frühjahr 1903 wurde das Linienschiff an die Kaiserliche Marine übergeben.

## Friedenszeit
Die Mecklenburg wurde am 25. Juni 1903 erstmals in Dienst gestellt und führte anschließend bis Mitte Dezember Probefahrten durch. Nach deren Abschluss trat das Schiff zum I. Geschwader der Flotte. Zunächst jedoch wurden durch die Kaiserliche Werft Wilhelmshaven kleinere Reparaturen und Verbesserungen vorgenommen. Ab Februar 1904 stand die Mecklenburg für Einzel- und Verbandsübungen zur Verfügung. Im Juni beteiligte sich das Schiff an einer Flottenparade vor Eduard VII. und nahm an einer in Juli und August stattfindenden Flottenreise in der Nordsee teil. Es folgten die üblichen Herbstmanöver sowie eine Übungsreise von November von Dezember.
Von Mitte Dezember 1904 bis Anfang März 1905 hielt sich die Mecklenburg in Wilhelmshaven an der Werft auf und trat dann gemeinsam mit der Wittelsbach den Marsch um Kap Skagen herum nach Kiel an. Dabei kam die Mecklenburg am 3. März während der Durchquerung des Großen Beltes aufgrund einer falsch ausgelegten Fahrwassertonne auf einem Riff fest. Sie wurde von der Wittelsbach, der Wettin sowie dem Kleinen Kreuzer Ariadne freigeschleppt und erreichte Kiel aus eigener Kraft. Die erlittene Einbeulung des Schiffsbodens erforderte einen weiteren Besuch der Kaiserlichen Werft Wilhelmshaven. Am 20. April 1905 war die Mecklenburg wieder einsatzfähig und nahm in der Folge an den üblichen Übungen und Ausbildungsfahrten des Geschwaders teil. Im August 1905 kam es darüber hinaus zu einem Zusammentreffen mit der britischen Kanalflotte vor Swinemünde.
In den folgenden Jahren versah die Mecklenburg weiter ihren Dienst im I. Geschwader, der ohne besondere Vorkommnisse ablief. Anfang April 1908 kam es während einer Einzelfahrt zu einem schweren Wassereinbruch aufgrund eines technischen Fehlers in einem der Torpedobreitseiträume. Das Abdichten der beiden seitlichen Torpedorohre von außen her verhinderte das Sinken des Schiffs. Die erlittenen Schäden wurden bis zum Mai beseitigt.
Die Mecklenburg gehörte bis zum 31. Juli 1911 dem I. Geschwader an und nahm an dessen Manövern und Ausbildungsfahrten teil, ohne dass weitere besondere Ereignisse eintraten. An diesem Tag wurde es durch das neue Großlinienschiff Ostfriesland ersetzt und außer Dienst gestellt. Die Mecklenburg gehörte zunächst zur Reserve-Division der Nordsee, wurde jedoch am 9. Mai 1912 der Reserve-Division der Ostsee zugeteilt. Für die nötige Überführung nach Kiel wurde das Schiff vom 9. bis zum 12. Mai kurzzeitig in Dienst gestellt. Der letzte Einsatz des Schiffs zu Friedenszeiten fand während der Herbstmanöver vom 14. August bis zum 28. September 1912 unter dem Lehrer an der Marineakademie Kapitän zur See Eberhard von Mantey als Kommandanten im vorübergehend gebildeten III. Geschwader statt. Zum Geschwader gehörten noch die Schwesterschiffe Wittelsbach (Stammschiff der Reserve-Division der Ostsee), Wettin (Artillerieschulschiff), Zähringen und Schwaben (beide ebenfalls Beischiffe der Reserve-Division der Ostsee), sowie die gerade aus dem I. Geschwader ausgeschiedene Elsass.

## Einsatz im Ersten Weltkrieg
Nach Ausbruch des Ersten Weltkrieges wurde die Mecklenburg Anfang August 1914 reaktiviert und ebenso wie ihre Schwesterschiffe dem neugebildeten IV. Geschwader zugeteilt. Obwohl das Geschwader zur Hochseeflotte gehörte, wurde es zunächst dem Oberbefehlshaber der Ostsee, Großadmiral Prinz Heinrich von Preußen, unterstellt und nahm vom 5. bis 10. September sowie vom 22. bis 26. September an Vorstößen in die östliche Ostsee teil.
Vom 5. Dezember 1914 bis zum 2. April 1915 war die Mecklenburg im Vorposten- und Sicherungsdienst auf der Unterelbe tätig. Ein weiterer Einsatz in der Ostsee, der bis nördlich von Gotland führte, erfolgte vom 8. bis zum 12. Mai 1915. Anschließend lag das Schiff bis zum 4. Juli wieder im Sicherungsdienst vor Altenbruch auf Reede.
Anfang Juli 1915 wurde das IV. Geschwader dem Oberbefehlshaber der Ostsee dauerhaft unterstellt, da zur Unterstützung des Heeres eine Unternehmung gegen den Rigaischen Meerbusen geplant wurde. Die Mecklenburg erreichte am 5. Juli Kiel, von wo aus sie nach Danzig weiter lief. Am 11. Juli sowie am 21. und 22. Juli war das Schiff an Vorstößen bis auf die Höhe von Gotland beteiligt. Am 2. August erreichte es Libau, um von dort aus an weiteren Vorstößen vom 7. bis 10. August, 9. bis 11. September sowie 21. bis 23. September teilzunehmen. Nach dem Ende der Kämpfe um den Meerbusen verblieb die Mecklenburg in Libau.
Der mangelhafte Schutz der alten Linienschiffe und Panzerkreuzer gegen Seeminen und Torpedos sowie die Bedrohung durch die neue russische Gangut-Klasse ließen zunehmend Zweifel an der Einsatzfähigkeit der Schiffe aufkommen. Der Untergang der Prinz Adalbert infolge eines Torpedotreffers am 23. Oktober 1915 verstärkte die Zweifel weiter, so dass am 6. November schließlich die Wettin, die Zähringen, die Schwaben sowie der Große Kreuzer Prinz Heinrich nach Kiel befohlen und dort zur Bereitschaftsdivision zusammengefasst wurden. Die Mecklenburg verblieb zunächst in Libau und ersetzte die Prinz Heinrich im Verband der Aufklärungsstreitkräfte der Ostsee. Am 17. Dezember kam sie in der Mitteleinfahrt des Hafens von Libau fest, wurde aber freigeschleppt, ohne Schaden zu erleiden. Aufgrund der weiterhin geringen Verwendbarkeit des Schiffs sowie des drückenden Personalmangels in der Marine wurde die Mecklenburg schließlich nach Kiel entlassen, wo sie am 7. Januar 1916 eintraf und am 24. Januar außer Dienst gestellt wurde.

## Verbleib
Die Mecklenburg wurde zunächst als Gefangenenwohnschiff verwendet. Ab Anfang 1918 lag sie an der Kaiserlichen Werft Kiel, um dort bis Kriegsende den Besatzungen in Reparatur befindlicher U-Boote als Wohnschiff zu dienen. Am 25. Januar 1920 wurde das Schiff aus der Liste der Kriegsschiffe gestrichen, am 16. August 1921 für 1.750.000 Mark verkauft und noch im selben Jahr von den Deutschen Werken in Kiel abgewrackt.

## Kommandanten
| 25. Juni bis Dezember 1903                | Kapitän zur See Johannes Wallmann   |
| Dezember 1903 bis September 1904          | Kapitän zur See Alfred Ehrlich      |
| 24. September 1904 bis 29. September 1906 | Kapitän zur See Adolf Paschen       |
| 30. September 1906 bis 5. März 1907       | Kapitän zur See Adolph Josephi      |
| März bis April 1907                       | Kapitän zur See Walter Voit         |
| 02. April 1907 bis 6. Oktober 1908        | Kapitän zur See Georg Wuthmann      |
| September 1908 bis Oktober 1909           | Kapitän zur See Wigand Bossart      |
| 04. Oktober 1909 bis 15. September 1910   | Kapitän zur See Gisberth Jasper     |
| 16. September 1910 bis 31. Juli 1911      | Kapitän zur See Max Witschel        |
| 09. bis 12. Mai 1912                      | Kapitän zur See Max Hahn            |
| 14. August bis 28. September 1912         | Kapitän zur See Eberhard von Mantey |
| 05. August 1914 bis 23. September 1915    | Kapitän zur See Wilhelm Tägert      |
| September bis Oktober 1915                | Korvettenkapitän Franz Pfeiffer     |
| Oktober 1915 bis Januar 1916              | Kapitän zur See Hans Klappenbach    |